# Statistica multivariata
Con statistica multivariata s'intende quella parte della statistica
in cui l'oggetto dell'analisi è per sua natura formato da almeno due componenti,
il che è spesso il caso nell'ambito di scienze quali la medicina, psicologia, sociologia, economia, ecologia, biologia, geologia ed ingegneria.
Fanno parte della statistica multivariata metodi quali:
- analisi della correlazione canonica e analisi delle componenti principali, introdotte da Harold Hotelling negli anni trenta, ma entrati in uso soltanto negli anni settanta.
- analisi fattoriale
- analisi delle corrispondenze
- analisi dei cluster
- analisi discriminante, introdotta da Ronald Fisher nel 1936
- analisi di regressione multidimensionale

Variabili casuali multivariate sono tra l'altro:
- variabile casuale multinomiale
- variabile casuale di Dirichlet
- variabile casuale di Wishart